# Hammerfest
Drapel
Hammerfestⓘ (← norvegiană, sami Hámmárfeasta) este un oraș și o comună din provincia Finnmark, Norvegia. Are o populație de 9 261 locuitori și suprafață de 849 km². Este compus din 3 insule: Kvaløya, Sørøya și Seiland. A primit drepturi de oraș în anul 1789.
Comuna Hammerfest a fost creată la data de 1 ianuarie 1838. Dreptul cerut că toate orașe ar fi separat din districtele sale rurale, dar din cauza populației joase și puțini alegători, cel a fost imposibil pentru realiza prin Hammerfest în 1838 (vezi de asemenea Vadsø și Vardø).
Districtul rural al lui Hammerfest, Sørøysund, a fost separat din oraș la data de 1 ianuarie 1852, dar a fost unit încă o dată cu oraș la 1 ianuarie 1992. O parte a districtului, Kvalsund, a primit un statut al comunii în 1869.